# Чарлтон Гестон
Чарлтон Гестон (англ. Charlton Heston; 4 жовтня 1923 — 5 квітня 2008) — американський актор, лауреат премії «Оскар» (1959), сім разів обирався президентом Гільдії кіноакторів і довгий час був головою Американського інституту кіно. Відомий тим, що грав переважно мужніх та героїчних персонажів.
Був активним учасником Руху за громадянські права у США та відкрито говорив про расизм у Америці. Спочатку підтримував Демократів, проте згодом став консервативним республіканцем. У період з 1998 по 2003 очолював Національну стрілецьку асоціацію США.

## Біографія
Чарлтон Гестон (ім'я при народженні Джон Чарльз Картер) народився у сім'ї Расела Картера (1897–1966), що був мірошником та Ліли Картер (1899–1994). Був єдиною дитиною у сім'ї. Переважна більшість джерел вказують, що він народився у місті Еванстон, штат Іллінойс, проте у своїй автобіографії Чарльтон вказує інше місце народження — Номанс-Ленд, штат Іллінойс. Це може бути пов'язано з тим, що його сім'я проживала у Номанс-Ленд, проте Чарлтон Гестон народився в лікарні в Еванстоні, адже у Номанс-Ленд своєї лікарні не було. Коли Чарльтону було 10 років його батьки розлучили і згодом його мати одружилася з Честером Гестоном.
Майбутній актор зацікавився акторським ремеслом ще до війни, зігравши заголовну роль в любительській постановці «Пер Гюнта». Під час Другої світової війни служив пілотом на Алеутських островах. Працював фотомоделю у Нью-Йорку, де зустрів свою майбутню дружину, яка теж працювала моделлю. 1948 року дебютував в бродвейському спектаклі «Антоній і Клеопатра».
Зігравши месника у трилері жанру нуар «Темне місто» (1950) та американського Мауглі в «Дикунові» (1952), високий, м'язистий актор з квадратною щелепою, яскравими блакитними очима і лаконічною манерою мови був помічений голлівудськими продюсерами та став змагатися з Бертом Ланкастером за ролі «історичних плейбоїв», які вимагали від актора появи в кадрі з голим торсом.
Після того, як оскароносний блокбастер «Найбільше шоу на Землі» (1952) висунув Гестона в число перших акторів Голлівуду, він вибрав для себе вельми специфічний типаж. Бувши атеїстом, Ланкастер відмовлявся зніматися в ролях біблейських персонажів, і ці ролі незмінно перепадали Гестону. Він зіграв винятковий список легендарних фігур світової історії, яким додавав непохитні етичні переконання. За роль Мойсея у «Десяти заповідях» (1956) і Бен-Гура в однойменному пеплумі 1959 року, Гестону доли премію «Оскар». Далі були інші, не менш харизматичні постаті — Іван Хреститель, Сід, Мікеланджело і так далі.
У 1968 році Гестон досить несподівано зіграв головну роль у фантастичному фільмі «Планета мавп» (за камео в сучасному рімейку цього фільму він був «удостоєний» «Золотої малини»). Саме завдяки цій ролі він став відомий новому поколінню глядачів, а в 1970-х закріпив свій відхід від історичних ролей численними роботами в новому для Голлівуду жанрі фільму-катастрофи.
З обранням у президенти Рональда Рейгана актор, раніше знаний своїми демократичними переконаннями, проявив себе як республіканець консервативного толку. Він припиняє зніматися і з головою поринає у політику.
Вилікувавшись від виявленого в 1998 році раку простати, Гестон оголосив у 2002 широкій громадськості про ряд присутніх у нього симптомів хвороби Альцгеймера. Уникав появ на публіці. Гестон помер у суботу 5 квітня 2008 року у своєму будинку у Беверлі-Гіллз. У нього залишилась дружина, Ліда Кларк, з якою він прожив разом 64 роки, та двоє дітей — Фрезер Кларк Гестон та Голі Анна Гестон.

## Нагороди
- Президентська медаль Свободи
- Оскар (1959, 1977)

## Вибрана фільмографія

### Кіно
| Рік  | Фільм                                         | Оригінальна назва                  | Роль                    |
| ---- | --------------------------------------------- | ---------------------------------- | ----------------------- |
| 1952 | Найбільше шоу на Землі                        | англ. The Greatest Show on Earth   | Бред Брейден            |
| 1954 | Оголені джунглі                               | англ. The Naked Jungle             | Крістофер Лейнінген     |
| 1956 | Десять заповідей                              | англ. The Ten Commandments         | Мойсей                  |
| 1959 | Бен-Гур                                       | англ. Ben-Hur                      | Юда Бен-Гур             |
| 1965 | Найвеличніша історія з коли-небудь розказаних | англ. The Greatest Story Ever Told | Іван Хреститель         |
| 1965 | Агонія та екстаз                              | англ. The Agony and the Ecstasy    | Мікеланджело Буонарроті |
| 1966 | Хартум                                        | англ. Khartoum                     | Чарльз Джордж Гордон    |
| 1968 | Планета мавп                                  | англ. Planet of the Apes           | Джордж Тейлор           |
| 1970 | Юлій Цезар                                    | англ. Julius Caesar                | Марк Антоній            |
| 1971 | Людина Омега                                  | англ. The Omega Man                | Роберт Невілл           |
| 1973 | Три мушкетери                                 | англ. The Three Musketeers         | Кардинал Рішельє        |
| 1974 | Чотири мушкетери                              | англ. The Four Musketeers          | Кардинал Рішельє        |
| 1976 | Мідвей                                        | англ. Midway                       | Капітан Метью Гарт      |
| 1982 | Золота жила                                   | англ. Mother Lode                  | Сілас МакГі / Іан МакГі |
| 1990 | Острів скарбів                                | англ. Treasure Island              | Джон Сільвер            |
| 1990 | Майже ангел                                   | англ. Almost An Angel              | Бог                     |
| 1993 | Тумстоун                                      | англ. Tombstone                    | Генрі Гукер             |
| 1994 | Правдива брехня                               | англ. True Lies                    | Спенсер Трільбі         |
| 1995 | У пащі божевілля                              | англ. In the Mouth of Madness      | Джексон Харглов         |
| 1996 | Гамлет                                        | англ. Hamlet                       | гравець Король          |
| 1998 | Армагеддон                                    | англ. Armageddon                   | оповідач                |
| 2001 | Планета мавп                                  | англ. Planet of the Apes           | Заюс                    |
| 2001 | Коти проти собак                              | англ. Cats & Dogs                  | Мастиф (голос)          |
| 2002 | Боулінг для Колумбіни                         | англ. Bowling for Columbine        | самого себе             |

### Телебачення
| Рік початку участі | Рік закінчення участі | Серіал/телепередача               | Оригінальна назва          | Роль          | Кількість серій |
| ------------------ | --------------------- | --------------------------------- | -------------------------- | ------------- | --------------- |
| 1957               | 1968                  | Шоу Еда Саллівана                 | англ. The Ed Sullivan Show | самого себе   | 8 серій         |
| 1985               |                       | Династія                          | англ. Dynasty              | Джейсон Колбі | 3 серії         |
| 1987               | 1993                  | Суботнього вечора у прямому ефірі | англ. Saturday Night Live  | господар      | 2 серії         |
| 1994               |                       | Морські пригоди                   | англ. seaQuest DSV         | Абалон        | 1 серія         |
| 1998               |                       | Друзі                             | англ. Friends              | самого себе   | 1 серія         |